# اجدرخوس (طسوج)
اجدرخوس (بالفارسية: اژدرخوس) هي قرية تقع في إيران في Tasuj Rural District. يقدر عدد سكانها بـ 59 نسمة بحسب إحصاء 2016.